# Борисов, Виктор Фёдорович
Виктор Фёдорович Борисов (25 февраля 1937, Араван — 22 января 2020, Бишкек) — советский и киргизский тренер по лёгкой атлетике, старший тренер сборной Кыргызстана по лёгкой атлетике (2005—2020), заслуженный тренер Киргизской ССР (1973).

## Биография
Родился в семье служащих.
В 1960 г. по окончании Киргизского государственного института физической культуры и спорта работал старшим инструктором Республиканского Совета ДСО «Спартак».
С 1963 по 1969 г. — преподаватель по легкой атлетике, с 1971 по 1976 г. — старший тренер сборной Киргизской ССР по легкой атлетике высшей школы спортивного мастерства. В должности старшего тренера Спорткомитета СССР по марафонскому бегу участвовал в разработке программы по подготовке советских спортсменов к Олимпийским играм 1980—1984 гг.
В 2001—2005 гг. — президент Федерации легкой атлетики Кыргызской Республики. С 2005 г. — старший тренер национальной сборной команды Кыргызской Республики по легкой атлетике.
В качестве тренера подготовил чемпионку СССР в беге на 400 метров и эстафетном беге 4×400 м, участницу Олимпийских игр в Мюнхене (1972) Валентину Чичаеву, бронзового призера летних Олимпийских игр в Москве (1980) в марафонском беге Сатымкула Джуманазарова, серебряную медалистку Игр «Доброй воли» (1986), победительницу в марафонском беге Всемирной студенческой Универсиады (1989) в г. Дуйсбурге, участницу трех Олимпиад (1996, 2000, 2004) Ирину Богачёву, двукратную чемпионку Азии и чемпионку Азиатских игр (2002) Татьяну Борисову, двукратную победительницу чемпионатов Азии (2014 и 2017), победительницу Всемирной студенческой Универсиады (2017), серебряного призера и победительницу Азиатских игр (2018) Дарью Маслову.
Среди его воспитанников 3 заслуженных мастера спорта Кыргызской Республики, 13 мастеров спорта международного класса, 20 мастеров спорта СССР и Кыргызстана.

## Награды и звания
Был награжден орденом «Манас» III степени (2007).
Заслуженный тренер Киргизской ССР (1973). Был отмечен Почетным знаком «За вклад в развитие физической культуры и спорта в СССР», грамотой Верховного Совета Киргизской ССР, заслуженный деятель культуры Кыргызской Республики (1997).